# 1908년 하계 올림픽 줄다리기
1908년 하계 올림픽 줄다리기는 1908년 하계 올림픽의 정식 종목 중 하나이다. 각 팀은 8명의 선수로 구성되었으며, 한 국가당 최대 3개의 팀을 출전시킬 수 있었다. 개최국 영국만이 3개팀을 출전시켰으며, 독일, 그리스, 스웨덴, 미국이 각각 한 팀씩 출전시켰으나, 독일과 그리스는 기권했다. 따라서 3개국 5팀, 선수 40명이 이번 대회에 참가하였다.

## 참가 선수

### 영국
| - 에드워드 배럿 - 프레더릭 굿펠로우 - 프레더릭 험프리스 - 윌리엄 히론스 - 알버트 아이어턴 - 프레더릭 메리먼 - 에드윈 밀스 - 존 제임스 셰퍼드 | - 찰스 포든 (주장) - 제임스 클라크 - 토마스 버틀러 - 윌리엄 그레건 - 알렉산더 키드 - 다니엘 맥도널드 로위 - 패트릭 필빈 - 조지 스미스 - 토마스 스윈들허스트 | - 월터 채프 - 조셉 돌러 - 어니스트 에버지 - 토마스 홈우드 - 알렉산더 먼로 - 윌리엄 슬레이드 - 월터 탐머스 - 제임스 우드젯 |

| - 알브레크트 알름크비스트 - 프란스 파스트 - 칼에밀 요한손 - 에밀 요한손 - 크누트 요한손 - 칼 크로크 - 칼구스타프 닐손 - 안데르스 볼가르트 | - 윌버 버로스 - 웨슬리 코 - 아서 디어본 - 존 플래너건 - 빌 호어 - 맷 맥그래스 - 랄프 로즈 - 리 탤벗 |  |

## 결과

### 준준결승
독일과 그리스 팀이 기권하면서 참가팀 규모가 7팀에서 5팀으로 줄어들었다. 그 결과 스웨덴팀과 두 영국팀이 준준결승에서 부전승 처리되었다.
준준결승전에서 치러진 유일한 경기는 리버풀팀과 미국팀 간의 경기였다. 리버풀 팀은 첫번째 줄다리기에서 쉽게 승리했으며, 이후 미국 대표팀이 리버풀 경찰이 착용한 근무용 부츠가 경기에 너무 유리하다며 항의했다. 그러나 이러한 항의는 받아들여지지 않았고 미국팀은 남은 경기를 기권해 버렸다.
| 승자              | 승자   | 점수       | 패자   | 패자   |
| ----------------- | ------ | ---------- | ------ | ------ |
| 리버풀 경찰       | 영국   | 2-0 (기권) | 미국   | 미국   |
| 스웨덴            | 스웨덴 | —          | 부전승 | 부전승 |
| 시티오브런던 경찰 | 영국   | —          | 부전승 | 부전승 |
| 광역경찰청 K지부  | 영국   | —          | 부전승 | 부전승 |

### 준결승
리버풀 팀은 다시 스웨덴 팀과 맞붙어 승리했다. 다른 준결승전에서는 두 런던 경찰팀이 맞붙었으며 시티오브런던 경찰이 광역경찰청을 상대로 첫번째 줄다리기에서 긴 접전을 벌였다. 두번째 줄다리기는 시티오브런던 팀의 쉬운 승리로 끝이 났다.
| 승자              | 승자 | 점수 | 패자             | 패자   |
| ----------------- | ---- | ---- | ---------------- | ------ |
| 리버풀 경찰       | 영국 | 2-0  | 스웨덴           | 스웨덴 |
| 시티오브런던 경찰 | 영국 | 2-0  | 광역경찰청 K지부 | 영국   |

### 결승전
런던 경찰팀은 결승전에서 리버풀 경찰팀을 상대로 두 차례의 줄다리기를 전부 이겨 우승했다.
| 승자              | 승자 | 점수 | 패자        | 패자 |
| ----------------- | ---- | ---- | ----------- | ---- |
| 시티오브런던 경찰 | 영국 | 2-0  | 리버풀 경찰 | 영국 |

### 동메달 결정전
스웨덴팀은 동메달 결정전에 출전하지 않았다.
| 승자             | 승자 | 점수   | 패자   | 패자   |
| ---------------- | ---- | ------ | ------ | ------ |
| 광역경찰청 K지부 | 영국 | 부전승 | 스웨덴 | 스웨덴 |

## 메달리스트
| 금                       | 은                 | 동                      |
| 시티오브런던 경찰 · 영국 | 리버풀 경찰 · 영국 | 광역경찰청 K지부 · 영국 |

### 메달 순위
| 순위 | 국가   | 금 | 은 | 동 | 합계 |
| 1    | 영국   | 1  | 1  | 1  | 3    |
|      |        |    |    |    |      |
| —    | 스웨덴 | 0  | 0  | 0  | 0    |
| —    | 미국   | 0  | 0  | 0  | 0    |

## 참고 문헌
1. ↑  공식 보고서, p. 32.
2. 1 2  Cook, p. 91
3. ↑  “시티오브런던 경찰”. 2013년 12월 31일에 원본 문서에서 보존된 문서. 2024년 8월 11일에 확인함.

## 자료
- Cook, Theodore Andrea (1908). 《The Fourth Olympiad, Being the Official Report》. London: British Olympic Association.
- De Wael, Herman (2001). “Tug-of-War 1908”. 《Herman's Full Olympians》. 2005년 2월 26일에 원본 문서에서 보존된 문서. 2006년 5월 27일에 확인함.
- Rosters